# Jacques Casimir Jouan
Jacques Casimir Jouan, né le 4 mars 1767 à Saint-Christophe-du-Foc près de Cherbourg, mort le 7 mars 1847 dans sa propriété de La Houssairie, à Tréauville (Manche), est un général français de la Révolution et de l’Empire.

## Carrière militaire
Il s'enrôle le 25 octobre 1791, dans le 2e bataillon de volontaires de la Manche, où il est fait lieutenant de grenadiers. Il devient capitaine le 7 novembre 1793, et passe dans la demi-brigade formée avec le bataillon de l'Allier. Il entre ensuite dans la 27e demi-brigade de ligne.
Le 20 avril 1807, il devient chef de bataillon, employé dans la division de grenadiers sous les ordres du général Oudinot jusqu'en février 1809. Il entre dans la garde impériale le 20 août 1810, et le 28 mars 1813, il devient commandant du 7e régiment de voltigeurs. Le 26 mai suivant, il est fait colonel-major, commandant le 1er régiment de voltigeurs, et il est promu général de brigade le 1er octobre 1813. 
Depuis son entrée en service, jusqu'à cette époque Jouan a fait les campagnes de 1792 et 1793 aux armées du Rhin, de la Moselle, et du Nord, et celles de 1794 et 1795 aux armées de Ouest et des côtes de l'Océan. Il s'est embarqué le 15 décembre 1796, à bord de la frégate la Félicité, faisant partie de l'expédition d'Irlande. Il a ensuite servi aux armées du Danube et du Rhin de 1799 à 1801 ; dans l'intérieur de la France en 1802 ; en Suisse en 1803 ; dans l'intérieur en 1803 et une partie de 1805 ; et à l'armée du Nord le reste de la même année. Il a fait les campagnes de Prusse, de Pologne en 1806 et 1807 ; celles de la Grande Armée d'Allemagne en 1808 et 1809 ; celles d'Espagne en 1810 et 1811 ; et enfin celles de 1812 et 1813 à la Grande Armée d'Allemagne.

## Fait d'armes
Il s'est trouvé à de nombreux combats et batailles, et notamment ceux de Valmy, du Mont-Pellingen, d'Hombourg, des Deux-Ponts, de Landshut, de Lannoy, de Tourcoing, de Lens, de Templeuve, de Roubaix, etc. ; à la conquête de la Hollande ; au blocus d'Ulm ; aux batailles d'Hohenlinden, d'Iéna et d'Ostrołęka ; au siège de Dantzig ; au combat d'Holsberg ; aux batailles de Friedland, d'Eckmühl, de Ratisbonne, d'Essling, de Wagram, de Bautzen, de Dresde. Il s'est également distingué dans plusieurs combats livrés en Espagne à celui d'Aranda-de-Duero. 
Il a été blessé d'un éclat d'obus à la hanche gauche, à la bataille de Valmy le 20 septembre 1792 ; d'un coup de feu à la tête, en Bavière en 1800 ; d'une balle au bras gauche, à la bataille d'Iéna. Le 14 octobre 1806 ; d'un coup de mitraille à la cuisse gauche, à la bataille de Wagram, où il a 3 chevaux tués sous lui le 6 juillet 1809 ; et enfin il a le bras gauche emporté par un boulet de canon, à la bataille de Dresde le 26 août 1813, après avoir forcé et franchi le passage de la porte de Plauen, à la tête de la division Dumoustier.
Cette dernière blessure ayant obligé Jouan de quitter l'armée active, il est nommé le 18 décembre, commandant du département du Léman et de la brigade de Genève. Par arrêté du sénateur comte de Saint-Vallier, commissaire extraordinaire du gouvernement en date du 21 janvier 1814, le général Jouan est chargé de l'approvisionnement et de la défense des places fortes des Hautes-Alpes, mais cet ordre lui étant parvenu tardivement à Nancy, où il se trouve alors, il ne peut arriver au poste qu'on lui a assigné, avant les ennemis qui ont traversé la Suisse pour s'y rendre. Il est appelé, par ordre du 18 mai 1814, au commandement du département de la Drôme (7e division militaire) et conserve cet emploi jusqu'au 28 juillet suivant, et est mis à la demi-solde de non activité le 1er septembre de la même année. Remis en activité, par ordre des 15 et 25 avril 1815, il a le commandement du département de l'Ardèche du 4 mai au 9 août, date à laquelle il entre en demi-solde. Il est définitivement admis à la retraite, comme amputé le 1er juillet 1818.
Son fils, Henri Jouan, se trouve à bord de La Belle-Poule, en compagnie du François d'Orléans, prince de Joinville, faisant le voyage à Sainte-Hélène, afin de ramener les cendres de Napoléon Ier en France.
Il est inhumé à Tréauville.

## Distinctions
- Légion d'honneur
  - Chevalier de la Légion d'honneur le 14 avril 1807.
  - Officier de la Légion d'honneur le 6 avril 1813.
  - Commandeur de la Légion d'honneur le 25 mai 1837.
- Chevalier de l'Empire le 18 août 1810.

## Sources
- Dictionnaire historique et biographique des généraux français, depuis le onzième siècle jusqu'en 1823, par Monsieur le Chevalier de Courcelles
- Vicomte Révérend, Armorial du premier empire, tome 2, Honoré Champion, libraire, Paris, 1897, p. 351.